# Table élévatrice hydraulique
 (octobre 2012).
Si vous disposez d'ouvrages ou d'articles de référence ou si vous connaissez des sites web de qualité traitant du thème abordé ici, merci de compléter l'article en donnant les références utiles à sa vérifiabilité et en les liant à la section « Notes et références ».

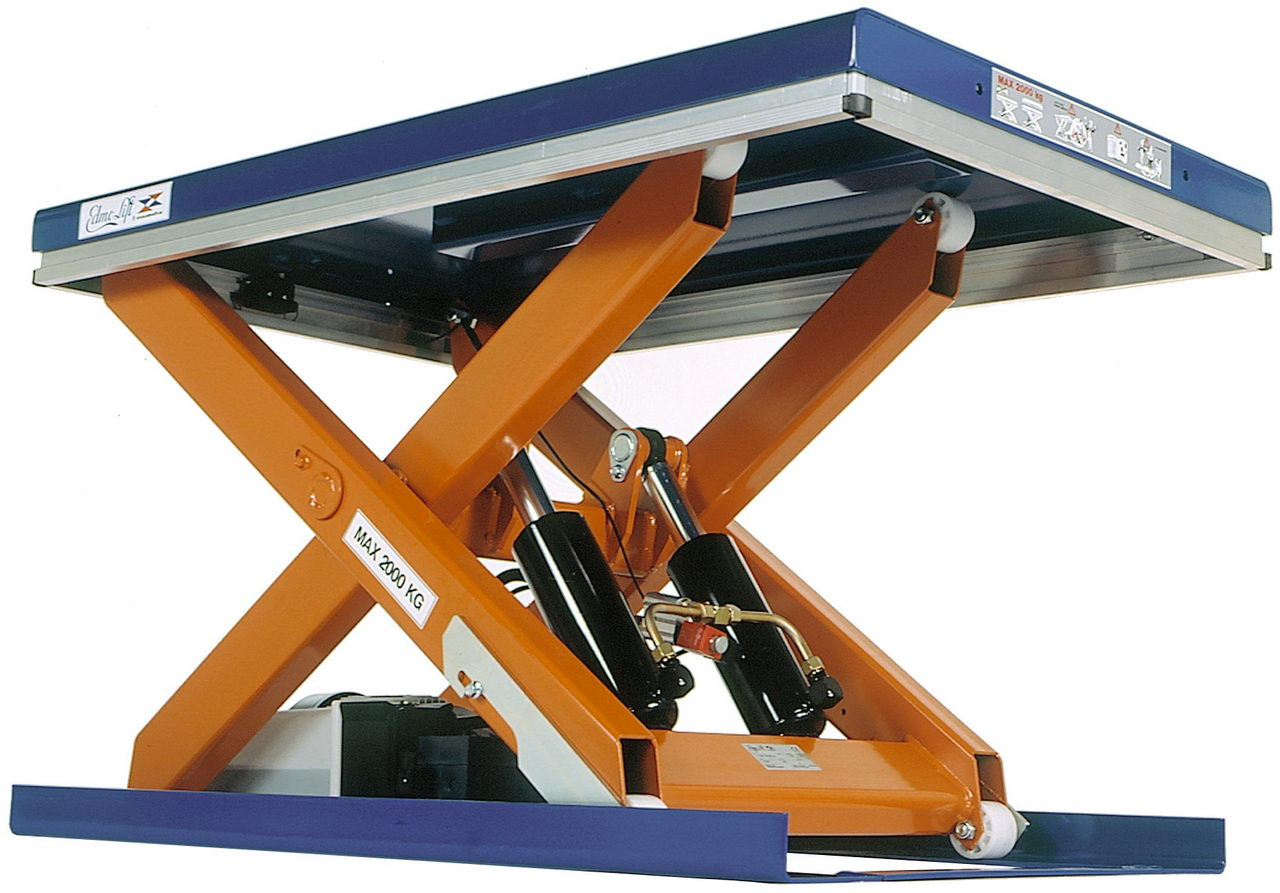
Table à ciseaux

Une table élévatrice hydraulique, encore appelée table à ciseaux, est un matériel de manutention permettant de lever ou de baisser une charge.
Le mouvement d'élévation est assuré par un vérin hydraulique ; il est manuel pour les faibles charges. La course du vérin est amplifiée par des ciseaux, en application du principe de levier. 

## Le châssis de base
Le châssis soutient le reste de l'assemblage. Il doit être solide, rigide et stable. Dans la plupart des cas, il est conçu pour être posé au sol mais il peut également être construit dans une fosse ou équipé de roues ou de galets pivotants, ou bien fourni avec un châssis de manutention.

## Les ciseaux
Les ciseaux fournissent un vrai mouvement vertical de niveau tout en soutenant la plateforme ou partie supérieure. Les deux paires de ciseaux sont connectés par des arbres aux points de pivotement centraux et aux extrémités des charnières supérieures et inférieures.

## La partie supérieure ou plateforme
La plateforme peut avoir n'importe quelle taille qui soit compatible avec le châssis et les ciseaux. Spécifiquement, la plateforme ne peut pas être plus courte que la longueur ou la largeur des ciseaux/châssis. Les plateformes peuvent être plus grandes que les ciseaux/le châssis. Les plateformes peuvent être équipées d'une grande variété d'options, telles que convoyeurs, plateaux circulaires, plateformes basculantes ou équipées d'œillets de fixations ou d'équipements adaptés à des opérations de travail particulières.

## Le bloc d'alimentation
Le bloc d'alimentation (en général électro-hydraulique) consiste en un moteur électrique, une pompe hydraulique, un réservoir hydraulique, tuyauterie, robinetterie et système de contrôle électrique.
Lorsque le bouton de montée est activé, la pompe aspire le fluide contenu dans le réservoir et l'envoie dans les cylindres, ce qui entraîne un mouvement du piston et de l'arbre. L'arbre de piston est lié mécaniquement aux assemblages d'articulations et les entraîne à lever la plateforme. Un clapet anti-retour, qui se trouve dans la ligne hydraulique entre la pompe et le cylindre, empêche le fluide de s'écouler en arrière de manière que la plateforme puisse s'arrêter à n'importe quelle hauteur lorsque le bouton de montée est désactivé.
Lorsque le bouton de descente est activé, une vanne à solénoïde s'ouvre, permettant le retour du fluide hydraulique vers le réservoir. Le moteur ne fonctionne pas lorsque l'élévateur s'abaisse. Le poids de la plateforme et la gravité se combinent pour créer une pression dans le cylindre qui force le fluide à revenir dans le réservoir. Une vanne de débit, située sur la soupape d'abaissement VE 25, peut être réglée pour fournir la vitesse d'abaissement la plus favorable.
Lorsque le bouton de descente est désactivé, la soupape d'abaissement se ferme et la table demeure à la même hauteur jusqu'au moment où le bouton est activé. L'agencement de soupapes empêche la table de s'abaisser en cas de panne de courant.

## Le boitier de contrôle
L'unité de contrôle standard peut être soit un bouton-poussoir, soit une pédale.
Dans l'industrie en particulier et dans les infrastructures de notre société en général, il existe un besoin continu de lever et de positionner des pièces, des matériaux et des personnes. Si l'on demande aux ouvriers/ manutentionnaires d'accomplir telle opération de levage et de positionnement sans l'aide d'un équipement mécanique, le résultat peut varier de la fatigue et une faible productivité aux accidents graves de travail. Entre ces deux extrêmes se trouvent les blessures liées au levage et au positionnement difficile, continu et répétitif, telles que les douleurs de dos et le syndrome du canal carpien. Les tables élévatrices représentent la solution idéale pour les problèmes de levage et de positionnement pour les raisons suivantes :

## Plateforme stable
À la différence des treuils, grues ou manipulateurs, les tables élévatrices à ciseaux disposent d’une plateforme stable pour le levage et l’abaissement de matériel. La probabilité de laisser tomber une pièce de manière accidentelle est plus faible et le danger de voir une charge suspendue se balancer et causer des blessures au personnel est éliminé.

## Réglage infini de la hauteur
Une table élévatrice est conçue pour se déplacer doucement vers le haut ou vers le bas jusqu’à la hauteur désirée et pour maintenir cette hauteur même en cas de panne de courant. 

## Polyvalence
Les tables élévatrices peuvent être fournies avec une large gamme d’accessoires, tels que convoyeurs à rouleaux, plateaux tournants, rampes, abattants… ainsi qu'avec des plateformes munies d'installations spéciales telles qu'étaux et autres dispositifs de positionnement automatique.

## Mouvement programmable
Le mouvement peut être programmé, et les tables peuvent être intégrées à des systèmes spéciaux de manutention et des lignes de production. 

## Mobilité
Les tables élévatrices peuvent être livrées avec des socles sur roulettes ou avec des châssis de manutention.

## Course de levage verticale importante
Une table élévatrice peut être installée dans une fosse pour obtenir une hauteur d’abaissement de zéro absolu ou sur des versions à hauteur du plancher ou montées au sol, ou équipée de multiples articulations en ciseaux pour un levage extrêmement haut. Une autre option est la table élévatrice extra-plate. En raison de sa faible hauteur en position rétractée, la table élévatrice extra-plate ne nécessite pas l’installation dans une fosse puisqu’elle peut être directement installée au sol .

## Faible maintenance
Les tables élévatrices sont des machines robustes et résistantes, conçues pour des années d’utilisation avec un niveau minimal de maintenance.
L'arrêté du 1er mars 2004 oblige à vérifier l'état de conformité tout matériel de levage et tables élévatrices (notamment pour le matériel ancien) Le chef d'établissement est tenu d'effectuer les vérifications périodiques. il est fortement conseillé de souscrire un contrat de maintenance avec des sociétés spécialisées dans le domaine des tables élévatrices telle qu'ALMA.
Le marché des tables élévatrices en Europe a beaucoup évolué ces dernières années. Concurrencer les importations chinoises à bas coût n'est désormais plus un objectif.

## Les principales applications
Les tables élévatrices sont utilisées dans tous les secteurs industriels où des levées de charges sont nécessaires. Elles sont également intégrées dans des chaines de montage et d'assemblage.
Elles représentent également une alternative économique dans des projets d'élévateurs et de monte charges. 
Les tables élévatrices sont utilisées dans la construction de bâtiments publics et privés, dans l'implémentation d'équipements favorisant l'accessibilité des personnes à mobilité réduite ainsi que dans des solutions sur mesures pour le traitement des ordures ménagères. 
Enfin, les tables élévatrices sont souvent un élément clef de la politique ergonomique des entreprises.

## Sécurité des machines et prévention des risques professionnels
Les tables élévatrices sont des machines. Les machines peuvent, si aucune mesure de prévention n'est prise, présenter des risques pour les opérateurs et tierces personnes amenés à les côtoyer. D'un point de vue réglementaire, leur conception et leur utilisation doivent être conformes, entre autres :
- à la directive "Machines" 2006/42/CE d'un point de vue conception
- à la directive 2009/104/CE qui s’adressent aux utilisateurs de machines

### Conception des tables élévatrices
Conformément aux dispositions de la directive "Machines" 2006/42/CE, transposée en droit national dans le code du travail, les fabricants doivent réduire les risques dès la conception et respecter les Exigences Essentielles de Santé et de Sécurité listées dans son Annexe I.
Pour les aider dans leur démarche, les fabricants pourront s'appuyer sur la norme NF EN ISO 12100 qui décrit les principes généraux de conception des machines ainsi que sur les brochures INRS relatives à la prévention des risques mécaniques et à la conception des systèmes de commande.

### Utilisation des tables élévatrices
Afin de préserver la santé et la sécurité des travailleurs, l’employeur doit s’assurer que les machines sont sûres et conformes et que leur utilisation n’expose pas les salariés à des risques, et ceci dans toutes leurs phases de vie.
A cet effet, il doit réaliser l’évaluation des risques liés à la machine dont les résultats seront transcrits dans le Document unique d’évaluation des risques.
De plus, l’employeur a l’obligation de maintenir la machine en état de conformité (L.4321-1 du Code du travail).